# 汤兆京
湯兆京（1565年—?），字伯閎，號質齋，南直隸常州府宜興縣人。明朝政治人物，居官廉正，遇事慷慨。

## 生平
萬曆十六年（1588年），湯兆京中式戊子科應天鄉試舉人，萬曆二十年（1592年）登壬辰科三甲四十七名進士，兵部觀政，六月授江西豐城縣知縣，任內政績顯著。三十年二月行取，授陕西道御史。彈劾礼部侍郎朱國祚、薊遼總督萬世德。巡視西城時，見萬貴妃的太監豎塗折辱礼部侍郎敖文禎，又上疏彈劾太監，太监被杖配南京。又上疏請罷稅使張曄、礦使王虎、王忠，神宗不聽。三十一年管太仓银库，巡视中城，本年宣大巡按，三十三年九月巡按福建。三十五年丁忧归。三十七年九月復除河南道御史，三十八年掌河南道印，辅助孫丕揚主管京察计典，又改巡按顺天。回朝後復掌河南道，四十一年七月因疏劾吏部尚书赵焕被奪俸三月，遂請辭歸鄉。天啓中，贈太僕少卿。侯方域的《湯御史傳》稱：“慷慨言天下事，数面折廷諍。”

## 著作
著有《灵蘐阁集》八卷。

## 家族
曾祖湯瑄。祖父湯儒。父湯鍾壽，生员。